# Wielka Szczekowa
Wielka Szczekowa  (inaczej Wielkie Szeken lub Duży Szeken) – jezioro morenowe w woj. wielkopolskim, w powiecie międzychodzkim, w gminie Międzychód, w obrębie wsi sołeckiej Mokrzec oraz w pobliżu osady Zwierzyniec, leżące na terenie Kotliny Gorzowskiej, w Puszczy Noteckiej.

## Dane morfometryczne
Powierzchnia zwierciadła wody według różnych źródeł wynosi od 11,8 ha do 15,34 ha. Głębokość maksymalna jeziora szacowana jest na 2,0 m.

## Hydronimia

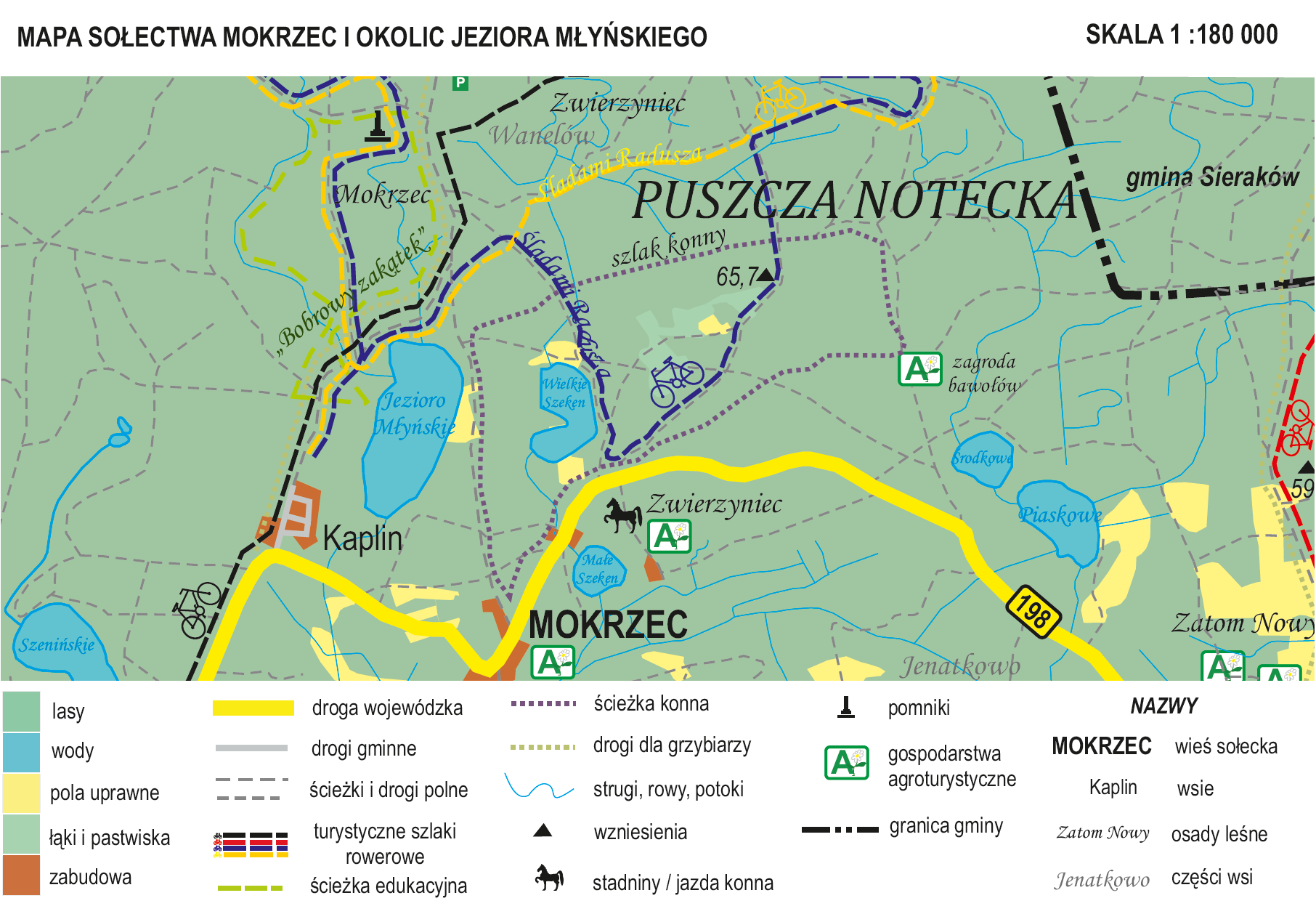
okolice jeziora Wielkie Szeken

Według urzędowego spisu opracowanego przez Komisję Nazw Miejscowości i Obiektów Fizjograficznych (KNMiOF) nazwa tego jeziora to Wielka Szczekowa. W różnych publikacjach i na mapach topograficznych jezioro to występuje pod nazwą Wielkie Szeken lub Duży Szeken, bądź Szeken Duży.